# Abhazi
| Abhaskinja (Aphaskinja) |  | Abhaskinja (Aphaskinja) |
| Abhaskinja (Aphaskinja) |  | Abhaz (Aphaz)           |

Abhazi ili Aphazi su kavkaski narod koji pretežno živi u Abhaziji, autonomnoj republici u Gruziji, koja je samoproglasila neovisnost, te u Turskoj. Abhazija je od 1992. godine de facto nezavisna država, iako je formalno i dalje dio Gruzije. 
Prije rata u Abhaziji (1992. – 1993.), Abhazi su činili 18 % stanovništva ove republike, i bili su drugi narod po brojnosti, poslije Gruzijaca (45 %). Tijekom građanskoga rata, gotovo cjelokupna gruzijska populacija etnički je očišćena, odnosno protjerana iz Abhazije, tako da su danas najbrojniji narod u ovoj republici Abhazi (45 %). 
Abhazi su dijelom islamske, a dijelom pravoslavne vjeroispovijesti, a govore abhaskim jezikom, koji pripada abhasko-adigejskoj ili sjeverozapadno kavkaskoj jezičnoj porodici. 
Abhaza ukupno ima oko 200.000, od toga u Abhaziji oko 135.000.